# Indy 500 (jogo eletrônico de 1995)
Indy 500 é um jogo de corrida para arcade criado pelo R&D Dept.#1 (AM1, mais tarde Wow Entertainment) da Sega e lançado em 1995, o jogo utiliza o sistema Sega Model 2 e é semelhante ao Daytona USA.
Os jogadores podem correr em um dos três circuitos:
- Highland Raceway
- Indianapolis 500
- Bayside Street

Um aviso no começo do jogo diz que tanto a Highland Raceway quanto a Bay Side Street são circuitos ficcionais e não são afiliados com a Indy. No entanto as duas pistas possuem semelhanças com as pistas de Laguna Seca e Long Beach, respectivamente (incluindo um trecho muito similar ao "saca rolha" da primeira).